# هفت تششمة زنغيوند (مقاطعة دلفان)
هفت تششمة زنغيوند (بالفارسية: هفت چشمه زنگیوند) هي قرية تقع في قسم نورعلي الريفي (مقاطعة دلفان) في إيران.